# Pseudoamblyteles
Genre
Pseudoamblyteles est un genre d'hyménoptères de la famille des Ichneumonidae.

## Liste des espèces
Selon GBIF (12 juin 2025) :
- Pseudoamblyteles genator Riedel, 2019
- Pseudoamblyteles homocerus (Wesmael, 1854)
- Pseudoamblyteles nepalensis Riedel, 2019
- Pseudoamblyteles spec Heinrich, 1926
- Pseudoamblyteles urticae (Uchida, 1926)

## Systématique
Le nom valide complet (avec auteur) de ce taxon est Pseudoamblyteles Heinrich, 1926.
Pseudoamblyteles a pour synonymes : Patroclus Cresson, 1873.

### Publication originale
- (de) Gerd Heinrich, « Zur Systematik der Ichneumoninae stenopneusticae (Hym.) », Deutsche Entomologische Zeitschrift, vol. 1926, no 3,‎ 1926, p. 243-246 (ISSN 1435-1951, lire en ligne, consulté le 29 mai 2021).